# Indicatif régional 671

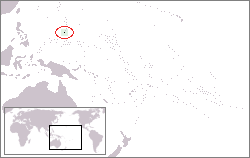
Localisation de Guam.

L'indicatif régional 671 est l'indicatif téléphonique régional qui dessert Guam, une île de l'archipel des îles Mariannes dans le Pacifique. Guam est un territoire non-incorporé des États-Unis.
Cet indicatif régional a été créé en 1997, en remplacement de l'indicatif téléphonique international 671 qui existait à ce moment.
L'indicatif régional 671 fait partie du Plan de numérotation nord-américain.